# St.-Eligius-Kirche (Hattendorf)

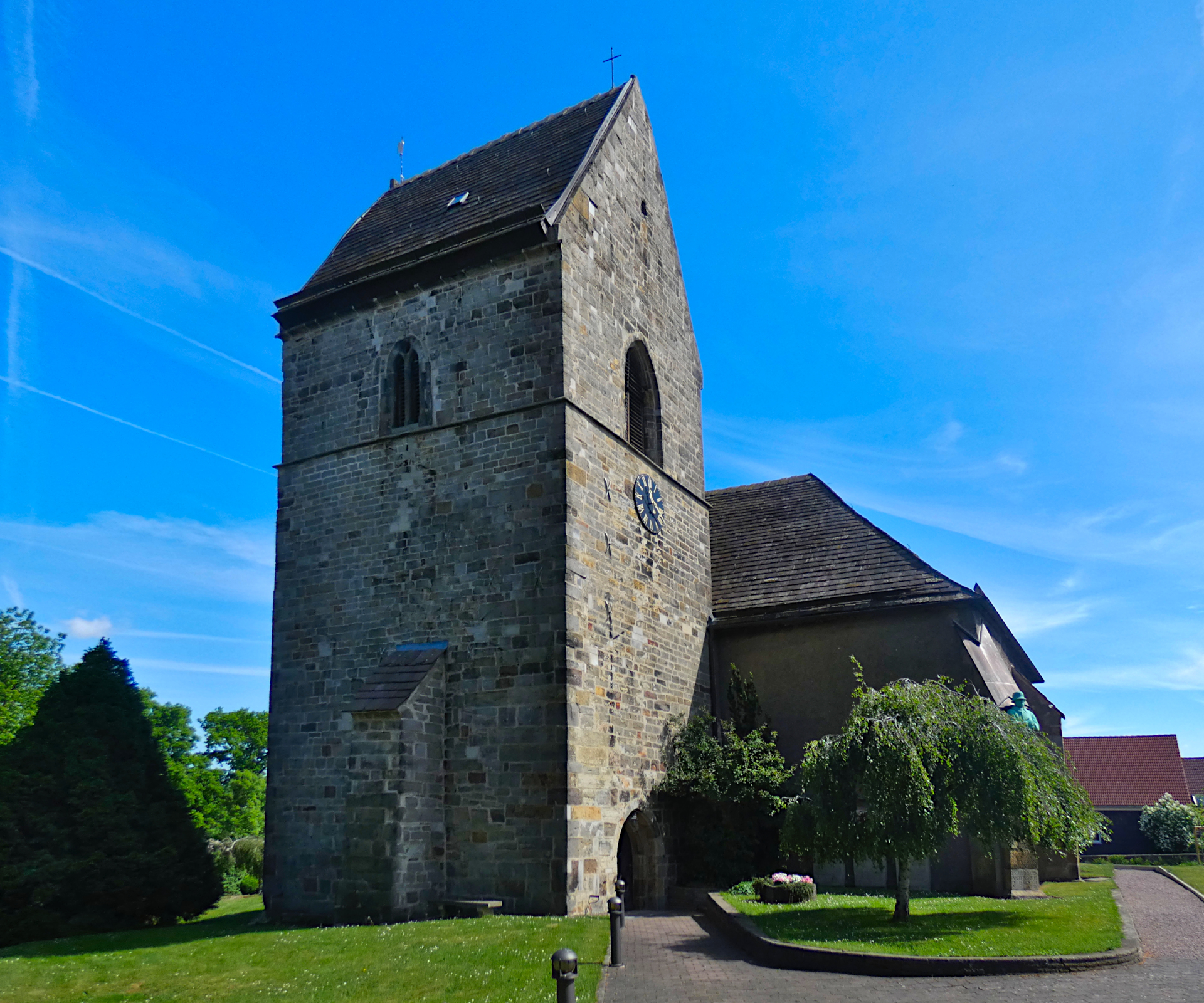
Kirchhof und Kirchturm der Hattendorfer Kirche

Die St.-Eligius-Kirche ist ein denkmalgeschütztes Kirchengebäude in Hattendorf, einem Ortsteil der Gemeinde Auetal im Landkreis Schaumburg in Niedersachsen.
Mit dem ebenfalls denkmalgeschützten umgebenden Kirchhof bildet die Eligius-Kirche die Baudenkmalgruppe Kirchenanlage Hattendorf.
Sie ist das Gotteshaus der evangelisch-lutherischen Kirchengemeinde Hattendorf.  Die Kirchengemeinde gehört zum Kirchenkreis Grafschaft Schaumburg im Sprengel Hannover der Evangelisch-lutherischen Landeskirche Hannovers. Zur Kirchengemeinde gehören die Auetaler Ortsteile Raden, Antendorf, Hattendorf, Escher, Rehren, Westerwald, Altenhagen, Schoholtensen und Klein Holtensen, die Güter Nienfeld, Südhagen und Wormsthal sowie Hessisch Oldendorfs Ortsteil Langenfeld.

## Legende
Zum Bau der Hattendorfer Kirche gibt es einige Legenden. Nach der einen sollte der auf seine alten Tage zum Christentum bekehrte sächsische Adlige Magnus als die ihm durch den Mönch Amelung auferlegte Buße für das zuvor durch Magnus vergossene Blut vier Kirchen errichten. So entstanden die Kirche Apelern, die St.-Magnus-Kirche in Beber, die St.-Ägidien-Kirche in Hülsede und die St.-Eligius-Kirche in Hattendorf.
Nach einer anderen Legende ließ die Gattin des zehn Jahre lang auf einem Kreuzzug verschollenen Ritters Magnus die vier Kirchen bauen. Bei seiner späten Rückkehr tötete er sie jedoch aufgrund eines Missverständnisses und wurde daraufhin zum Einsiedler.

## Geschichte

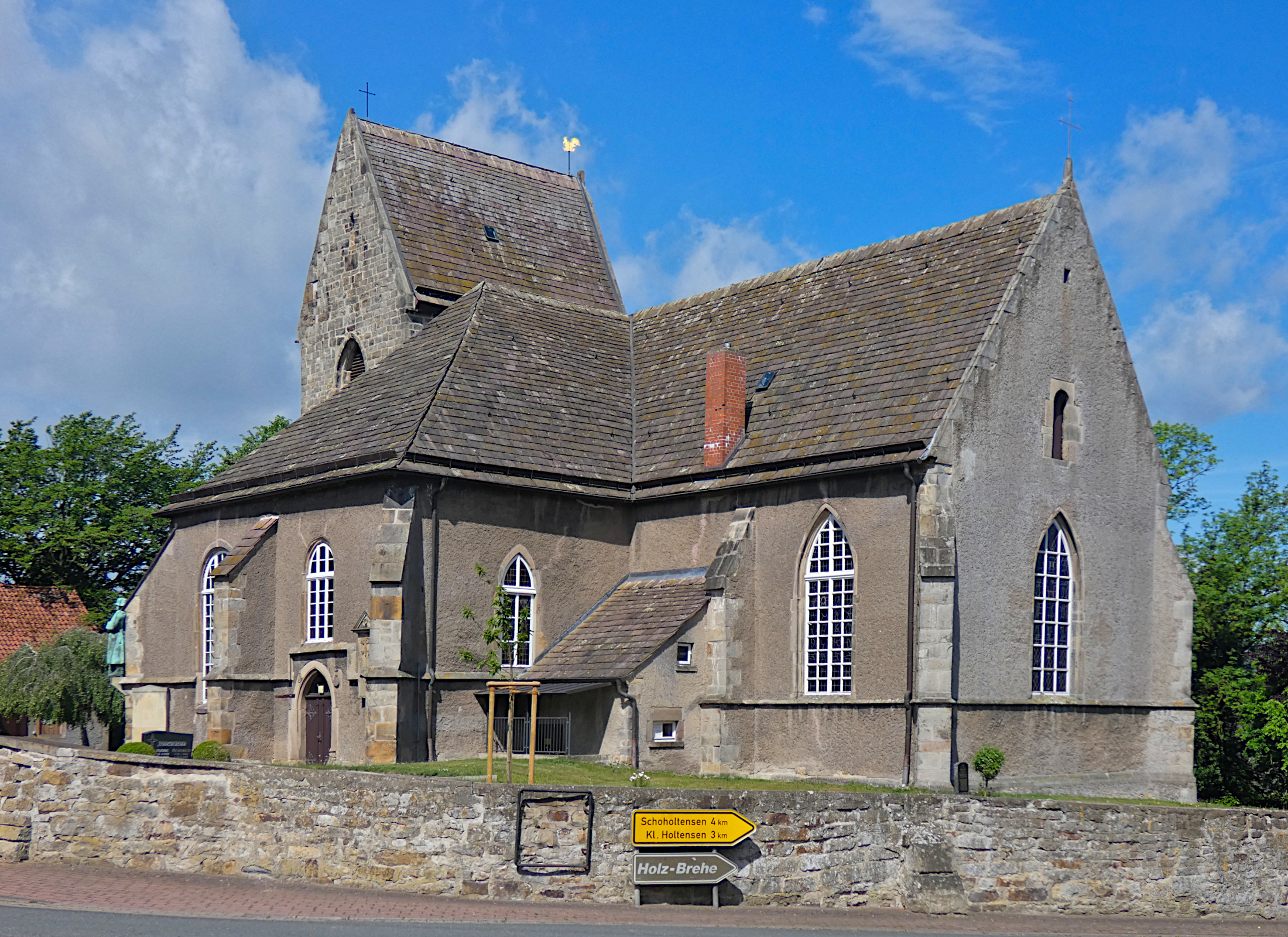
Die Kirche in Hattendorf

Die St.-Eligius-Kirche gilt als die älteste Kirche im Auetal. Der Baubeginn war vermutlich im 12. Jahrhundert. Der älteste schriftliche Beleg stammt jedoch aus dem Jahr 1339.
Die Kirche wurde am 16. Oktober 1642 durch Truppen des französischen Generals Jean Baptiste Budes de Guébriant in Brand gesteckt.
Der im Jahr 1647 begonnene Wiederaufbau wurde zum Teil durch eine Kollekte aus dem Ausland finanziert.
Das zweischiffige Langhaus, die Sakristei und der Chor wurden etwa zu Anfang des 16. Jahrhunderts errichtet.
Aus diesen Bauabschnitten ergibt sich die Form einer Kreuzkirche.
Der auf der Westseite der Kirche stehende rechteckige Turm wurde nach dem Brand mit starken Metallankern stabilisiert und wieder aufgebaut.
1958/59 erfolgte eine große Renovierung der Kirche. Dabei wurden das alte Gestühl entfernt, eine Fußbodenheizung eingebaut und die Emporen und die Orgel an ihrem heutigen Platz neu aufgebaut.

## Beschreibung

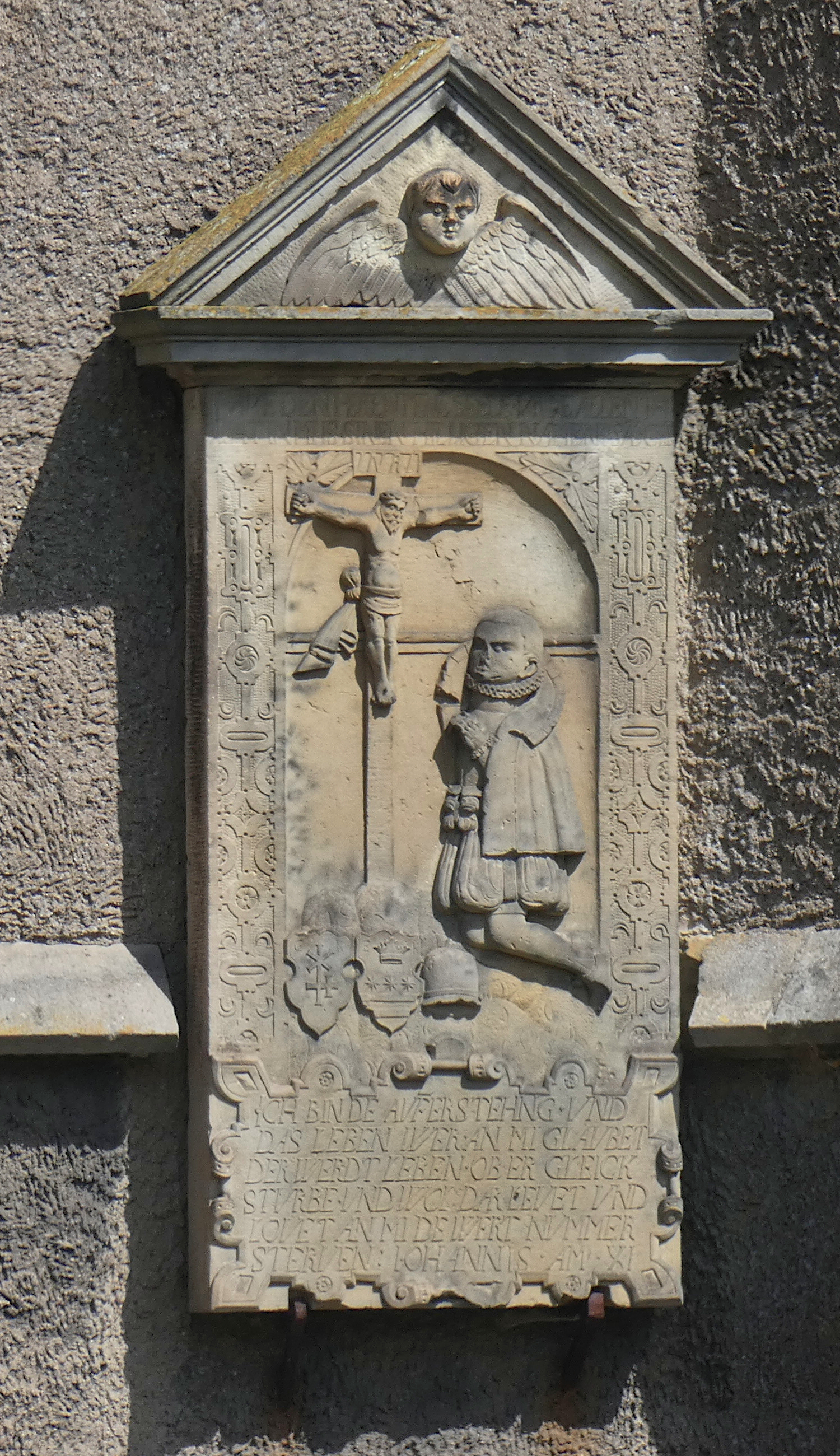
Das Epitaph an der Südostecke

Die Kirche wurde vermutlich Ende des 12. Jahrhunderts in der Form eines griechischen Kreuzes errichtet.
Von dem ursprünglichen romanischen Gebäude  sind der Nordflügel fast ganz, sowie die Nordwand des Westflügels und Teile der Arkade zwischen Turmraum und Westflügel erhalten.
Die Formen der Deckengewölbe wurden wohl in der zweiten Hälfte des 13. Jahrhunderts erneuert.
Um 1500 wurden die beiden südlichen Hallenjoche angebaut. Dazu wurde die Kirche komplett neu eingewölbt und die heutigen großen spitzbogigen Fensteröffnungen geschaffen.
Die Kapitelle der Säulen tragen als Verzierung jeweils ein Lamm mit der Kreuzfahne, das Schaumburger Nesselblatt und den heiligen Eligius mit seinen Insignien Hammer und Zange.
Die weitgehend aus der Anfangszeit erhaltene Nordkapelle wurde laut der Inschrift an einem Strebepfeiler im Jahr 1577 gesichert.
Der Turm mit quergestelltem Satteldach wurde in der zweiten Hälfte des 13. Jahrhunderts fast vollständig in die heutige Form umgebaut. Das Maßwerk seiner frühen Schallarkaden besteht aus je zwei Lanzetten mit bekrönender Kreisöffnung.
An der südlichen Außenwand des Langhauses ist ein Epitaph eines Unbekannten angebracht.
Das noch ins 16. Jahrhundert zu datierende giebelbekrönte Sandsteinrelief in Ädikulaform ist etwa 2,20 hoch und 1,10 m breit. Es zeigt den betend vor einem Kruzifix knienden Verstorbenen mit einer Halskrause und einem kurzen Mantel bekleidet.

## Namensgeber
Namenspatron der Kirche ist Eligius von Noyon, der Schutzpatron der Goldschmiede und Münzmeister.

## Ausstattung

### Altar
Das Altarretabel trägt die Jahreszahl 1516 und den Namen des Baumeisters Hans Wite.
Der 1838 und zuletzt 1991 restaurierte  Altaraufsatz mit einer Abendmahlsdarstellung wurde 1603 von der Wormsthaler Gutsbesitzerfamilie von Landsberg gestiftet.
Das Holzkreuz über dem Altar entstand im 19. Jahrhundert.
Eine sehr alte wertvolle Bibel, die als Teil der Ausstattung auf dem Altar lag, wurde 1986 aus der Kirche gestohlen.

### Kirchenschiff
Die Holzpriechen an der Nordwand des Hauptschiffs stammen noch aus dem 17. Jahrhundert.
Die ursprünglich aus der Zeit um 1500 stammenden Malereien an Wänden und Decke wurden in den Jahren 1920 bis 1922 freigelegt. An der Südwand des Chores kam es dabei zu „erheblichen Übermalungen und Ergänzungen bis hin zu Neuschöpfungen“ durch den Kirchenmaler.
An der Südwand des Chores sind die sieben Apostel Philippus, Paulus, Andreas, Petrus, Jakobus d. Ä., Judas Thaddäus und Matthias zwischen Maßwerkarkaden aufgereiht. An der Ostwand sind Christopherus sowie ein Eremit abgebildet.
An der Nordwand sind die Apostel Thomas, Bartholomäus, möglicherweise Matthäus, Johannes (?) sowie Simon und Matthäus mit Hellebarde abgebildet, dazu die Auferstehung Christi.
Der sechseckige Taufstein stammt aus dem 16. Jahrhundert. Er ist 1,17 m hoch und mit Wappen, vier Reliefs und Abbildern der vier Evangelisten geschmückt.
Die Kirchenfenster ohne Maßwerkteilung  wurden 1921 neu angefertigt.

### Orgel
Die Orgel der Eligius-Kirche wurde im Jahr 2007 restauriert.
Sie wird außer zu Gottesdiensten auch gelegentlich zu Konzerten genutzt.

### Turmraum
Im Turm steht ein großes Holzkruzifix mit einem etwa 2,30 Meter großen Korpus. Es wurde dort 1913 wieder aufgestellt, nachdem es zuvor auf dem Kirchenboden gelegen hatte.

### Glocken
Im Turm der St. Eligius-Kirche hängt ein Geläut aus zwei Glocken.
Die ältere Bronzeglocke wurde laut ihrer Inschrift 1649 durch den Glockengießer Ludolf Siegfried in Hannover gegossen. Dazu diente die nach dem Kirchenbrand geborgene Bronze der zwei zerschmolzenen Glocken, von denen eine erst 1638 gegossen worden war. Siegfrieds Glocke hat eine Höhe von 88 cm und einen Durchmesser von 116 cm.
Die siebenzeilige erhaben angebrachte Inschrift schließt
ICH HEISS EIN GLOCKE UND HENGE IN TORNE UND RUFE MIT MEINER STIMME IN EWRE OHREN UND WENN IHR HÖRET MEINEN KLANG SO SCHICKET EUCH ZUM KIRCHGANG UND HÖRET MIT FLEIS GOTTES WORT DA IHR SELIG WERDET HIER UND DORT.
Eine etwas kleinere zweite Glocke war 1690 gegossen worden. Sie musste im Ersten Weltkrieg zu Rüstungszwecken abgeliefert werden.
Zu Weihnachten 1924 stiftete die Freiherrnfamile von Hammerstein-Loxten der Kirche eine neue Glocke. Diese wurde 1971 abgehängt. Seit 1972 hängt im Turm eine neue kleinere Glocke.

## Kirchhof
Der Ursprung des Kirchhofs fällt wohl mit dem Bau der ersten Kirche in Hattendorf spätestens Anfang des 14. Jahrhunderts zusammen.
Der Kirchhof umgibt die Kirche fast vollständig. Er ist von einer Bruchsteinmauer umgeben. Auf dem Kirchhof gibt es einen teils alten Baumbestand und einige historische Grabmale.
Nachdem das Gelände längere Zeit nicht für Bestattungen genutzt worden war, wurde 2018 ein Drittel der Fläche wieder als Friedhof für Urnenbaumgräber vorgesehen. Die übrigen zwei Drittel dienen hingegen nicht mehr als Friedhof, sondern als Kirchhof.

## Denkmalschutz
Die St. Eligius-Kirche ist als Einzeldenkmal gemäß § 3 Abs. 2 NDSchG unter der Objekt-ID 36231191 geschützt.
Die Baudenkmal-Gruppe „Kirchenanlage Hattendorf“ hat die ID 51410225.